# Robinho
Robinho, bürgerlich Robson de Souza (* 25. Januar 1984 in São Vicente), ist ein ehemaliger brasilianischer Fußballspieler und verurteilter Sexualstraftäter. Der Stürmer war für Technik, Schnelligkeit und Dribblings bekannt. 2022 wurde er in Italien wegen Mittäterschaft bei einer Gruppenvergewaltigung aus dem Jahr 2013 rechtskräftig zu einer Haftstrafe von neun Jahren verurteilt.

## Karriere

### Vereine

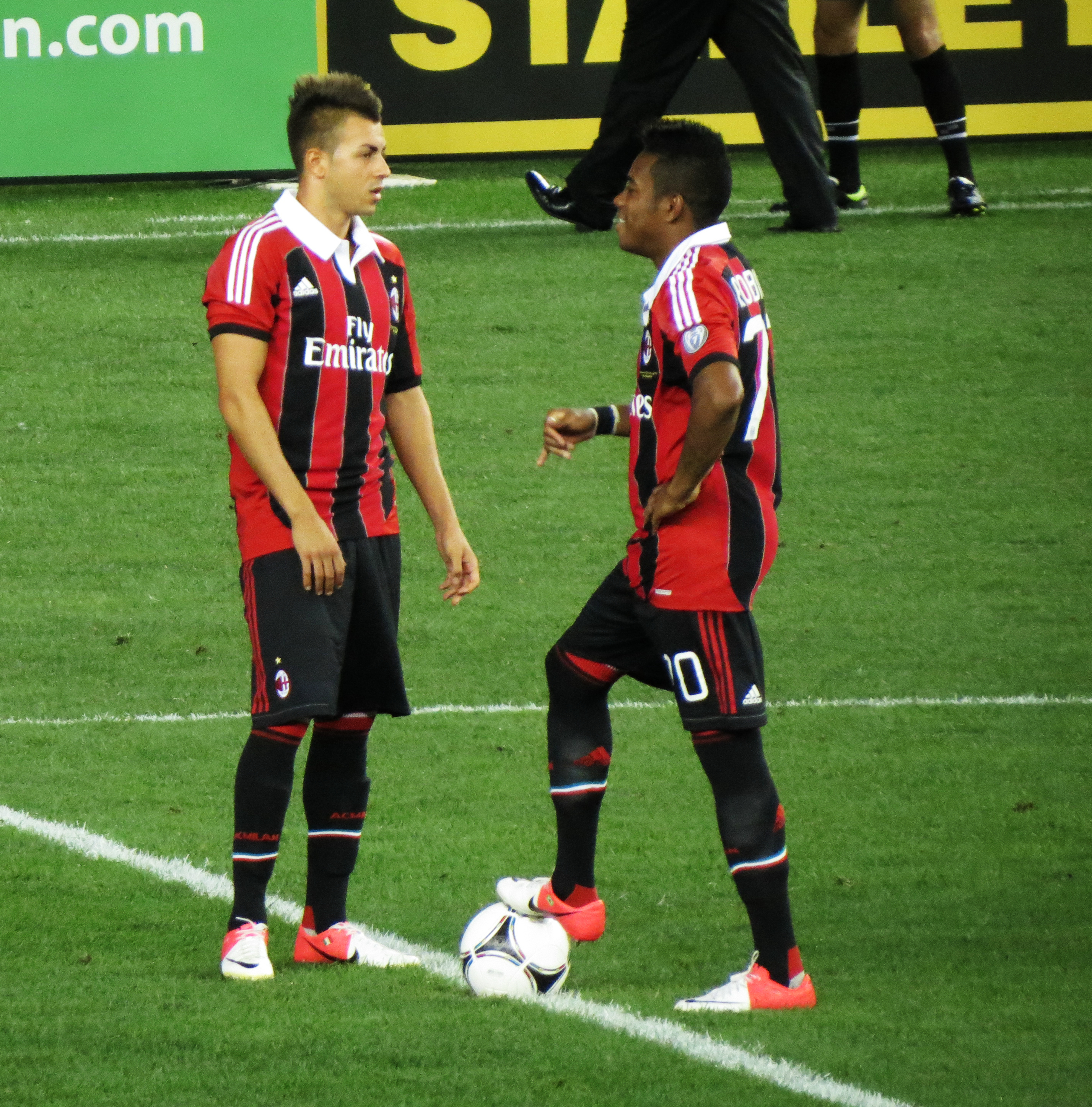
Robinho (rechts) neben Stephan El Shaarawy, 2012

Robinho wurde in ärmlichen Verhältnissen in der Hafenstadt São Vicente im brasilianischen Bundesstaat São Paulo geboren und begann seine fußballerische Karriere im benachbarten Santos beim FC Santos. Als sein Entdecker gilt Chico Formiga, welcher Anfang der 2000er Jahre bei Santos im Nachwuchsbereich agierte. Mit Santos gewann er zwei Meisterschaften und erreichte 2003 das Finale der Copa Libertadores.
Nach einem wochenlangen Tauziehen gelang es Real Madrid im Juli 2005, Robinho von seinem Stammklub abzuwerben. Sein vorerst letztes Spiel für Santos bestritt er am 24. August 2005 gegen Paysandu SC. Wenige Tage später, am 28. August 2005, gab er im Spiel gegen den FC Cádiz sein Ligadebüt für Real Madrid. Am 22. September 2005 erzielte er in seinem vierten Ligaspiel gegen Athletic Bilbao sein erstes Tor in der Primera División.
Am 1. September 2008 wechselte Robinho zu Manchester City und kehrte im Januar 2010 bis August 2010 auf Leihbasis zum FC Santos zurück. In der Sommerpause 2010 wechselte er zum AC Mailand. Er unterschrieb einen Vierjahresvertrag. In seiner ersten Saison wurde er mit Milan in der Serie A 2010/11 italienischer Meister; er erzielte 14 Saisontore, wie auch seine Sturmpartner Zlatan Ibrahimović und Alexandre Pato. Mit seinen Mitspielern Kevin-Prince Boateng und Ibrahimović bildete er dabei bis zum Wechsel von Ibrahimović 2012 zu Paris Saint-Germain das Offensivdreieck „Boatinhović“. Am 19. Januar 2014 absolvierte Robinho seinen 100. Serie-A-Einsatz.
Im August 2014 kehrte Robinho bis zum 30. Juni 2015 auf Leihbasis zum FC Santos zurück. Im Mai 2015 wurde Robinhos Vertrag mit Milan aufgelöst. Nach einem Intermezzo in China bei Guangzhou Evergrande spielte er vom Februar 2016 bis Ende 2017 für den brasilianischen Club Atlético Mineiro.
Im Januar 2018 schloss er sich dem türkischen Erstligisten Sivasspor an, die Mannschaft schloss die Spielzeit als Siebter ab.
Ein Jahr später wechselte er ligaintern innerhalb der Wintertransferperiode zum Istanbul Başakşehir FK. Nachdem Robinho in der Saison 2019/20 die Meisterschaft mit dem Klub gewinnen konnte (15 Spiele, kein Tor), wurde er im August 2020 entlassen.
Im Oktober 2020 kehrte Robinho zu seinem ersten Profiklub FC Santos zurück. Der Kontrakt erhielt eine Laufzeit über fünf Monate mit einem symbolischen Gehalt von 1500 Real (im Oktober 2020 ca. 230 Euro). Nach nur einer Woche wurde auf Druck mehrerer Sponsoren der Vertrag ausgesetzt, weil er 2017 wegen Vergewaltigung erstinstanzlich verurteilt worden war. Seitdem war er vereinslos. Später beendete er seine aktive Karriere.

### Nationalmannschaft

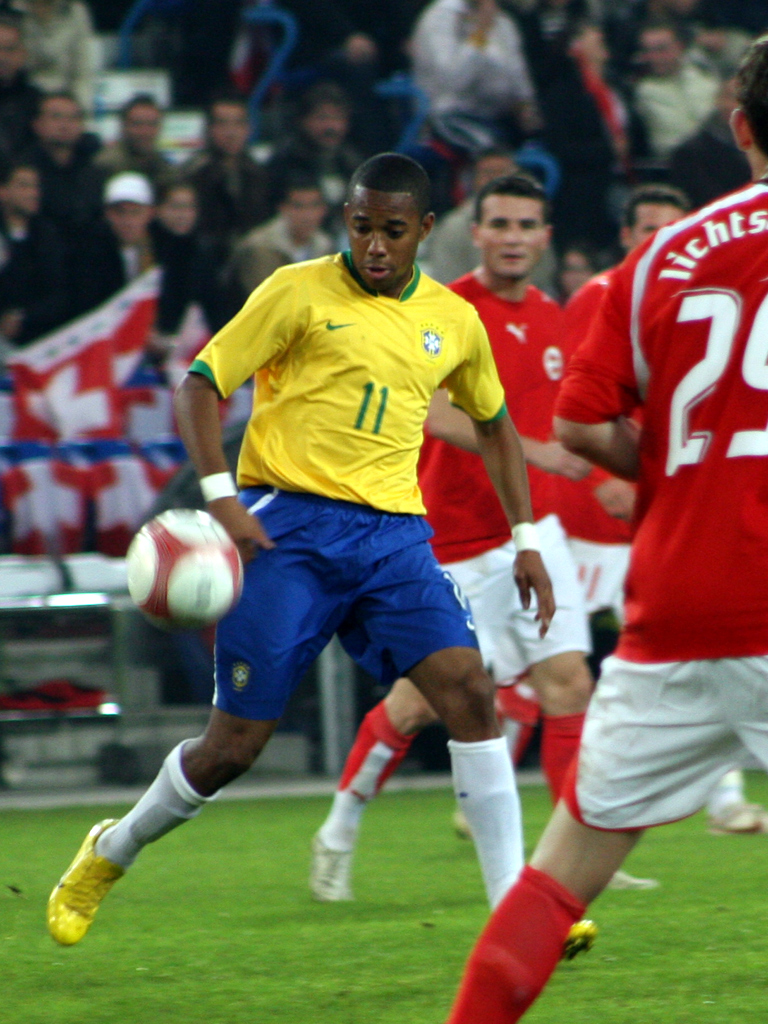
Robinho im Spiel gegen die Schweiz (2006)

Robinho gab sein Debüt für Brasilien am 13. Juli 2003 während der Gold-Cup-Partie gegen Mexiko. Sein erstes Länderspieltor gelang Robinho in seinem siebten Länderspiel am 9. Februar 2005 gegen China. Im Juni 2005 gewann er mit Brasilien den Konföderationen-Pokal und gehörte im Sommer 2006 zum WM-Kader Brasiliens. Zur Qualifikation für dieses Turnier hatte Robinho einen Treffer beigesteuert. Während des Turniers stand er einmal von Beginn an auf dem Platz. Ansonsten wurde er immer später für die Stammspieler eingewechselt. Seinen bisher größten Erfolg feierte er bei der Copa América 2007, bei der er den Titel gewann, mit sechs Treffern die Torjägertrophäe eroberte und zum besten Spieler des Turniers gewählt wurde. Als Gewinner der Copa qualifizierte sich Brasilien für den FIFA-Konföderationen-Pokal 2009 in Südafrika. Nationaltrainer Dunga berief seinen Angreifer auch für dieses Turnier in seinen Kader. Zwar kam Robinho dort in jeder möglichen Partie seiner Mannschaft zum Einsatz, jedoch stand er während des Turniers im Schatten seines Sturmkollegen Luís Fabiano. Brasilien gewann den Konföderationen-Pokal, wobei Robinho im Finalspiel gegen die USA in der Startformation der Brasilianer stand.
Ein Jahr später nominierte ihn Trainer Dunga dann für die Weltmeisterschaft in Südafrika. Robinho schoss während Brasiliens Qualifikation vier Tore. Im 23-Mann-Kader war Robinho, hinter den im selben Jahr geborenen Nilmar und Thiago Silva und dem zwei Jahre jüngeren Ramires, viertjüngster Akteur der Mannschaft. Während des Turniers traf Robinho zweimal. Darunter auch das 1:0 gegen die Niederlande, die dann jedoch das Spiel drehte und Brasilien aus dem Turnier warf. Nach der für die brasilianische Nationalmannschaft enttäuschend verlaufenden WM in Südafrika, kam es unter Neu-Trainer Mano Menezes zu einem Umbruch in der Mannschaft. Menezes nominiert fortan vor allem jüngere Spieler, setzte dabei aber noch immer auf Robinho, der zum Führungsspieler aufstieg. Im Sommer 2011 wurde der Stürmer für die Copa América in Argentinien nominiert. Nachdem er bei der WM 2010 noch einer der jüngsten war, gehörte er bei der Copa’11 zu den erfahrensten Akteuren im Aufgebot der Seleção. Inzwischen waren elf Mannschaftskameraden jünger als Robinho. Für die WM 2014 wurde er von Luiz Felipe Scolari nicht berücksichtigt, sein Nachfolger Dunga berief Robinho nach der Verletzung von Hulk für das erste Spiel nach der WM und Robinho wurde in der 77. Minute eingewechselt.
 Seit einem letzten Einsatz 2017 für die brasilianische Nationalmannschaft war er nicht mehr Teil deren Kaders.

### Erfolge

#### In der Nationalmannschaft
- Copa América: 2007
- FIFA-Konföderationen-Pokal: 2005, 2009

#### Im Verein
FC Santos
- Paulista Liga U17: 2001
- Brasilianischer Meister: 2002, 2004
- Copa do Brasil: 2010
- Staatsmeisterschaft von São Paulo 2015

Real Madrid
- Spanischer Meister: 2007, 2008
- Spanischer Supercup: 2008

Guangzhou Evergrande
- AFC Champions League: 2015
- Chinesischer Meister: 2015

AC Mailand
- Italienischer Meister: 2011
- Italienischer Supercup: 2011

Atlético Mineiro
- Staatsmeisterschaft von Minas Gerais 2017

Istanbul Başakşehir
- Süper Lig: 2019/20

### Persönliche Auszeichnungen
- Bola de Ouro: 2004
- World Soccers Junger Spieler des Jahres: 2005
- Bester Spieler der Copa America: 2007
- Torschützenkönig der Copa America: 2007
- Man of the Match im Spiel gegen Chile bei der Weltmeisterschaft 2010[13]
- Bola de Prata: 2016 (Atlético Mineiro)
- Prêmio Craque do Brasileirão: Auswahl des Jahres 2016
- Prêmio Arthur Friedenreich: 2016

## Verurteilung wegen Vergewaltigung
Im November 2017 wurde Robinho wegen Beteiligung an einer Gruppenvergewaltigung einer Frau im Jahr 2013 von einem Mailänder Gericht zu einer neunjährigen Gefängnisstrafe verurteilt. Das Urteil wurde 2020 im Berufungsverfahren bestätigt, es war bis zu diesem Zeitpunkt noch nicht rechtskräftig. Am 22. Januar 2013 soll Robinho gemeinsam mit weiteren Männern eine junge Frau in einer Mailänder Discothek betrunken gemacht und anschließend in einem Hinterzimmer gemeinschaftlich vergewaltigt haben. Um einer Verhaftung zu entgehen, mied Robinho seitdem Italien. Als sein damaliger Verein Basaksehir Istanbul 2019 für ein Spiel der Europa League nach Rom reiste, blieb er zuhause. Am 19. Januar 2022 lehnte das Oberste Kassationsgericht seinen Einspruch gegen den zweitinstanzlichen Urteilsspruch ab; dieses Urteil ist unanfechtbar. Die lombardische Staatsanwaltschaft bereitete daraufhin ein Auslieferungsgesuch vor, dem allerdings ein Auslieferungsverbot einheimischer Bürger in der brasilianischen Verfassung entgegensteht. Robinho hätte dann Brasilien nicht mehr verlassen dürfen, um einer Auslieferung zu entgehen. Im März 2024 entschied der höhere brasilianische Gerichtshof, dass Robinho die in Italien verhängte Strafe in einem brasilianischen Gefängnis verbüßen müsse. Wenige Tage später trat er seine Haftstrafe in einem Gefängnis im Norden São Paulos an. Seine Anwälte legten Berufung beim obersten brasilianischen Gerichtshof ein. Der oberste Gerichtshof wies den Antrag des mittlerweile 40-Jährigen jedoch zurück, der auf eine Freilassung bis zum Abschluss aller Rechtsmittel abzielte.

## Sonstiges

### Entführung seiner Mutter
Robinhos Mutter Marina Souza wurde am 6. November 2004 von Kidnappern entführt und 41 Tage lang gefangen gehalten. Am 17. Dezember 2004 wurde sie im Armenviertel Perus im Norden São Paulos gegen Zahlung eines Lösegeldes von umgerechnet 54.000 Euro freigelassen.

### Schautafel im Maracanã
Eine Schautafel im Maracanã erinnert an ein besonders spektakuläres Dribbling von Robinho während eines Spieles der Nationalmannschaft gegen Ecuador am 17. Oktober 2007, bei dem er den rechten Außenverteidiger Ulises de la Cruz mehrmals überspielte, und in der Folge ein Tor von Elano auflegte. Die Aktion wurde „Vai pra lá que eu vou pra cá“ (auf Deutsch so viel wie: Geh dorthin, ich geh hierhin) getauft.